# Stainz
Stainz är en köpingskommun i distriktet Deutschlandsberg i det österrikiska förbundslandet Steiermark. Orten ligger i sydvästra Steiermark cirka 25 km sydväst om Graz. 

## Kommunen
Den nuvarande kommunen bildades 2015 vid en kommunreform i Steiermark genom en sammanslagning av kommunerna Georgsberg, Marhof, Rassach, Stainz, Stainztal och Stallhof.  Den består av 24 orter (Ortschaften) (inom parentes invånarantal 1 januari 2024):

- Angenofen (30)
- Ettendorf bei Stainz (317)
- Gamsgebirg (180)
- Grafendorf bei Stainz (190)
- Graggerer (192)
- Graschuh (638)
- Herbersdorf (232)
- Kothvogel (582)
- Lasselsdorf (180)
- Mettersdorf (287)
- Neudorf bei Stainz (173)
- Neurath (147)
- Pichling bei Stainz (888)
- Rainbach (250)
- Rassach (350)
- Rossegg (385)
- Sierling (209)
- Stainz (1 788)
- Stallhof (466)
- Teufenbach (218)
- Trog (129)
- Wald in der Weststeiermark (249)
- Wetzelsdorf in der Weststeiermark (271)
- Wetzelsdorfberg (305)

## Historia
Stainz omnämndes för första gången 1177. 1218 blev Stainz köping. 1229 grundades ett augustinkorherrekloster i Stainz som kom att dominera ortens utveckling. 1785 upplöstes klostret av kejsare Josef II. 1840 köptes klostret med godset av ärkehertig Johann och byggdes om till ett slott.
Ortens centrum är det långsträckta torget med mariakolonnen. Torget omges av hus från 1500- och 1600-talen.
Vid ortens utkant ligger slottet Stainz som inhyser två museer.